# Sharika Nelvis
Sharika Nelvis (née le 10 mai 1990) est une athlète américaine, spécialiste du 100 mètres haies. Avec un record personnel de 12 s 34, elle est la neuvième femme la plus rapide de tous les temps sur cette distance.

## Biographie
Étudiante à l'Université d'État de l'Arkansas, elle remporte le titre NCAA 2014 du 100 m haies à Eugene.
En début de saison 2015, à Malmö, elle établit la meilleure performance mondiale de l'année en salle sur 60 mètres haies avec le temps de 7 s 83 . En mai 2015, elle se classe deuxième du meeting de Doha derrière sa compatriote Jasmin Stowers, et porte son record personnel à 12 s 54 (+ 0,9 m/s), puis s'impose début juin au Golden Gala de Rome en fixant son record personnel à 12 s 52 (+ 1,0 m/s). Lors des championnats des États-Unis 2015, fin juin à Eugene, Nelvis améliore de nouveau sa meilleure performance en réalisant le temps de 12 s 34 (+ 1,9 m/s) dès les séries, et se classe troisième de la finale en 12 s 59, derrière Dawn Harper-Nelson et Kendra Harrison.
Le 3 février 2018, elle remporte un 60 m haies de niveau élevé au meeting de Karlsruhe, en 7 s 80 (record personnel), devant sa compatriote Christina Manning (7 s 81) et l'Allemande Cindy Roleder (7 s 84). Il s'agit de la meilleure performance mondiale de l'année. Trois jours plus tard, elle est battue par Manning à Düsseldorf (7 s 77) mais égale son record personnel à 7 s 80.
Le 18 février, Sharika Nelvis remporte le titre des championnats des États-Unis en salle en battant le record des États-Unis détenu par Lolo Jones depuis 2010 en 7 s 72. Réalisant à l'occasion de cette course le temps de 7 s 70, Nelvis devient la 3e meilleure performeuse de l'histoire derrière les Suédoises Susanna Kallur (7 s 68) et Ludmila Engquist (7 s 69). Kendra Harrison court en 7 s 72 pour la seconde place, Christina Manning en 7 s 73 pour compléter le podium.
Le 3 mars 2018, Nelvis termine à une étonnante 4e place en finale des championnats du monde en salle de Birmingham, en 7 s 86. Elle est devancée par ses compatriotes Kendra Harrison, qui égale son record continental à 7 s 70, et Christina Manning (7 s 79), et par la Néerlandaise Nadine Visser, 3e en 7 s 84.

## Palmarès
| Date | Compétition                        | Lieu                               | Résultat | Epreuve           | Temps   |
| ---- | ---------------------------------- | ---------------------------------- | -------- | ----------------- | ------- |
| 2015 | Championnats du monde              | Pékin                              | 8e       | 100 m haies       | 13 s 06 |
| 2015 | Ligue de diamant                   | Ligue de diamant                   | 2e       | 100 m haies       | détails |
| 2017 | Ligue de diamant                   | Ligue de diamant                   | 2e       | 100 m haies       | 12 s 55 |
| 2018 | Circuit mondial en salle de l'IAAF | Circuit mondial en salle de l'IAAF | 2e       | 60 m haies        | détails |
| 2018 | Championnats du monde en salle     | Birmingham                         | 4e       | 60 m haies        | 7 s 86  |
| 2018 | Ligue de diamant                   | Ligue de diamant                   | 5e       | 100 m haies       | 12 s 80 |
| 2019 | Relais mondiaux de l'IAAF          | Yokohama                           | 1re      | r. shuttle hurdle | 54 s 96 |
| 2019 | Jeux panaméricains                 | Lima                               | 7e       | 100 m haies       | 13 s 23 |
| 2019 | Ligue de diamant                   | Ligue de diamant                   | 4e       | 100 m haies       | 12 s 83 |

### National
- Championnats des États-Unis :
  - Plein air : 3e du 100 m haies en 2015

## Records
| Épreuve | Épreuve     | Temps       | Lieu        | Date            |
| ------- | ----------- | ----------- | ----------- | --------------- |
| Haies   | 100 m haies | 12 s 34     | Eugene      | 26 juin 2015    |
| Haies   | 60 m haies  | 7 s 70 (AR) | Albuquerque | 18 février 2018 |